# L'eredità Ferramonti
L'eredità Ferramonti è un film del 1976 diretto da Mauro Bolognini, interpretato da Gigi Proietti, tratto dal romanzo omonimo di Gaetano Carlo Chelli.
Fu presentato in concorso al 29º Festival di Cannes, dove Dominique Sanda vinse il premio per la miglior interpretazione femminile.

## Trama
La giovane e bella Irene sposa Pippo Ferramonti, figlio di Gregorio, un ex proprietario di forno in possesso di una ricca eredità che tuttavia non intende lasciare a nessuno dei figli. Egli infatti cova un odio contraccambiato per tutti loro: l'onesto ma fragile Pippo, l'indolente e donnaiolo Mario, e la fredda Teta, sposata con Paolo, un rigido impiegato statale, i quali si disistimano reciprocamente.
Dapprima Irene si presenta come sincera, ingenua e timida, disposta a porsi come pacificatrice all'interno della famiglia divisa -  ma lentamente emergerà la sua vera natura di donna arrivista e disposta a tutto pur di ottenere una ricchezza che le consenta di vivere in modo agiato ed al di sopra del "popolo" che disprezza. Il suo piano si sviluppa tra inganni e promesse lascive: convinta di poter ottenere quanto desidera solo in forza della sua bellezza, diviene dapprima l'amante di Mario,  a fronte di una dimessa e disperata rassegnazione da parte di Pippo, che lentamente si ridurrà in miseria e scivolerà verso la pazzia. Infine mette decisamente contro la figlia Teta lo stesso Gregorio, che sembra intuirne le intenzioni.
Il suo progressivo avvicinarsi a quest'ultimo arriverà al punto di ottenere la modifica del suo testamento, a convincerlo che lei è l'unica della famiglia a volergli bene. Una volta morto questo, il suo sogno sembra realizzarsi, ma Mario, innamoratosi di Irene e convinto che ella lo ami e che intenda spartire con lui la fortuna appena acquisita, rimane sconvolto dalla vera natura della donna e decide di suicidarsi, facendo tuttavia in modo che lei venga accusata della sua morte.
Paolo e Teta infatti, immediatamente sopraggiunti dopo avere udito il colpo di pistola con il quale Mario si è tolto la vita, testimonieranno contro Irene e, nonostante le loro conoscenze, non riusciranno a farla condannare ad una pena detentiva, però potranno farsi nominare dal Tribunale eredi universali del patrimonio del padre deceduto.

## Riconoscimenti
- 1976 - Festival di Cannes
  - Migliore interpretazione femminile a Dominique Sanda
  - Candidatura Palma d'oro a Mauro Bolognini
- 1977 - Nastro d'argento
  - Miglior attrice non protagonista a Adriana Asti